# Ante Cash
Ante Cash, pravim imenom Ante Vlašić (Imotski, 2. svibnja 1986.), hrvatski je glazbenik, osnivač i član sastava Zebrax.

## Glazbena karijera
Album prvijenac U ime oca i novca objavljuje 2005., a album Gotovinski popust izdaje 2007. godine. Na tom albumu zabilježena je suradnja s Edom Maajkom u pjesmi "Đe si buraz", te pjesma "Nema cijene" koja je postala službena himna Hrvatskog olimpijskog odbora. Nakon toga je uslijedila suradnja s Arsenom Dedićem u singlu "Tamo da putujem". Treći album otvorio je predsinglovima "Danke Deutschland" i "Cigla je stigla" te navijačka pjesma "Vatreni Zmajevi", koju je objavio uoči Svjetskog prvenstva u nogometu u Brazilu 2014., a posvetio nogometnim reprezentacijama Hrvatske i Bosne i Hercegovine.

## Televizija
Na televiziji Laudato dio je autorske ekipe humoristične emisije „Božanstvena komedija”.

## Diskografija

### Albumi
- U ime oca i Novca, 2005.‎[7]
- Gotovinski popust, 2007.‎[7]

### Singl
- Prebrzi i prežestoki singl, 2005.‎[7]
- Ante Cash + Various - Nema cijene, 2008.[7]
- Pravac Peking, 2008.[7]